# HMAS Birchgrove Park
HMAS Birchgrove Park (FY15) – trałowiec pomocniczy i okręt zaopatrzeniowy z okresu II wojny światowej należący do Royal Australian Navy.
Po wybuchu II wojny światowej, należący do R.W. Miller and Company węglowiec „Birchgrove Park” wraz z 34 innymi statkami został wcielony do Royal Australian Navy i przystosowane do roli trałowca.

## Historia
SS „Birchgrove Park” (zarejestrowany w Lloyd’s Register of Shipping pod numerem 157592) był węglowcem zbudowanym w stoczni J. Lewis and Sons w Aberdeen, wodowanym w listopadzie 1930. Statek opuścił Wielką Brytanię 5 listopada 1930 i dotarł do Sydney 18 stycznia 1931. Dwa tygodnie później statek wszedł do służby przewożąc węgiel z Bulli do Newcastle.
Statek został wcielony do RAN-u 9 maja 1941 i przystosowany do roli trałowca pomocniczego, wszedł do służby 22 lipca. HMAS „Birchgrove Park” został uzbrojony w pojedynczą armatę 12-funtową (76,2 mm), 2 działka Oerlikon 20 mm i dwa karabiny maszynowe Vickers.
W 1942 HMAS „Birchgrove Park” został przemianowany na okręt zaopatrzeniowy (stores carrier). W 1943 okręt przypłynął do Port Moresby i przez dwa następne lata pływał pomiędzy różnymi portami w Nowej Gwinei. 19 kwietnia 1945 okręt został przeniesiony do rezerwy ale już 3 miesiące później, 25 lipca 1945 wszedł ponownie do służby jako statek pomocniczy (tender). Ponownie przeniesiony do rezerwy w na początku grudnia 1945 i zwrócony właścicielowi w lutym 1946.
SS „Birchgrove Park” powrócił do służby pływając pomiędzy Newcastle a Sydney. Według doniesień z 1956 statek był w bardzo złym stanie i oczekiwano, że będzie wkrótce złomowany ale około lipca tego roku otrzymał odpowiednie certyfikaty i nadal kontynuował służbę. Zatonął w sztormie w pobliżu Broken Bay około 2:45 w nocy 2 sierpnia, z 14-osobowej załogi uratowano tylko czterech marynarzy. Wrak statku został odkryty w 1965, leży na bakburcie, zwrócony w kierunku zachodnim.